# In dubio pro operario
In dubio pro operario es una locución latina, que expresa el principio jurídico de que en caso de duda en la hermenéutica de la norma, se favorecerá al trabajador (operario). Es un principio interpretativo de Derecho laboral, que podría traducirse como "ante la duda a favor del operario o trabajador".
Este principio jurídico implica que tanto el juez como el intérprete de una norma debe, ante una duda de interpretación, optar por aquella que sea más favorable al trabajador.
Las condiciones para poder aplicar esta regla son:
- Debe existir duda verdadera en cuanto al sentido o alcance de la norma legal.
- La interpretación no debe ser contraria a la voluntad del trabajador. Más que la interpretación literal debe preferirse la que tome en cuenta el ratio legis de la norma.

Este criterio responde al sentido en sí mismo del derecho laboral, que difiere del objetivo del derecho común, mientras que este apunta a establecer igualdad entre los contratantes, el derecho laboral apunta a proteger al trabajador, por ser la parte más débil en cuanto a la negociación.
A continuación se aplica el criterio a un ejemplo concreto:
Se presenta una reclamación judicial por despido, el empleador puede alegar abandono voluntario del trabajador. También puede ocurrir que el trabajador quiera irse de la empresa, comunicarle al empleador su renuncia, pero no dejar constancia por escrito de ello, y luego reclamar el despido.
La empresa envía un telegrama de reintegro el mismo día de la audiencia, el dilema es si ese telegrama es o no válido para configurar ánimo resolutorio del reclamante. La respuesta es negativa, en tanto se entendió que de haber sido esa la voluntad de la empresa, debió haberlo consignado expresamente en la audiencia.
Si bien se utiliza en algunos ordenamientos, no es un principio universal y no es respetado en todos los países.